# وايبوتوسين
الوايبوتوسين (بالإنجليزية: wybutosine )‏ هو نيوكليوسيد معدَّل بشدة يحتوي على قاعدة الوايوسين ومشتق من الغوانوسين، يتواجد في بعض جزيئات الرنا الناقل ويعمل على استقرار التفاعلات بين الرامزات ومقابلات الرامزات أثناء الاصطناع الحيوي للبروتين بواسطة الريبوسوم. لا يتواجد هذا النوكليوسيد عند حقيقيات النوى سوى في الوضعية 37 للرنا الناقل للفينيل ألانين ما يعني على حدود النهاية 3' لمقابلة الرامزة أين يساعد على استقرار ترابط القواعد النووية مع الرامزة على الرنا الرسول. وهو موجود لدى حقيقيات النوى والعتائق لكنه غير موجود لدى البكتيريا.
الحجم الكبير للقاعدة النووية لهذا النوكليوسيد تساهم في زيادة تفاعلات الرص بينها وبين القواعد المجاورة، وهذا يحد من مرونة جزيء الرنا على مستوى مقابلة الرامزة ويحد من انزياح إطار القراءة. بشكل عام القاعدتان في الوضعيتين 34 و37 للرنا الناقل تكونان في الغالب معدلتان وهذا يبين دورهما المحدِّدِ لدقة الترجمة الوراثية.
من الممكن أن وجود الوايبوتوسين في الوضعية 37 لرنا.نف.أ له علاقة بتسلسل رامزة الفينيل ألانين وهو UUU أو UUC : وجود رامزة كهذه يجعل من الممكن إنتاج تسلسلات زلقة على الرنا الرسول يمكنها إزاحة إطار القراءة للروبوسومات، وهنا تتجلى أهمية هذه القواعد المعدَّلة في الرنا الناقل القادرة على التحكم في دقة الترجمة بتجنب انزياحات كهذة لإطار القراءة.

الرنا الناقل للفينيل ألانين للخميرة يوضح الوايبوتوسين بالرمز Y والقواعد المعدلة بالأزرق:
- : 2-ميثيل غوانوسين.
- : 6.5-ديهايدرو يوريدين.
- : ^{2}N، ^{2}N-ديميثيل غوانوسين.
- : 2O'-ميثيل سيتيدين.
- : 2O'-ميثيل غوانوسين.
- : 5-ميثيل يوريدين.
- Ψ : يوريدين الكاذب.
- : 5-ميثيل سيتيدين.
- : 7-ميثيل غوانوسين.
- : 1-ميثيل أدينوسين.